# 吉多乡
吉多乡，是中华人民共和国西藏自治区昌都市类乌齐县下辖的一个乡镇级行政单位。

## 行政区划
吉多乡下辖以下地区：
达如村、格多村、阿珠村、达孜村和香巴村。